# المشجبة (فرع العدين)

تعديل مصدري - تعديل

المشجبة محلة تابعة لقرية الشعب، التابعة لعزلة بني احمد والثلث بمديرية فرع العدين إحدى مديريات محافظة إب في الجمهورية اليمنية، بلغ تعداد سكانها 52 حسب تعداد اليمن لعام 2004.